# Ilona Csáková
Ilona Csáková (n. 1 octombrie 1970, Cheb, Republica Socialistă Cehă, Cehoslovacia) este o populară cântăreață cehă. Ea a lansat zece albume solo și a fost cântăreața cu cele mai mari vânzări de albume din Republica Cehă în 1998. A apărut, de asemenea, în calitate de judecător la concursul muzical TV Česko hledá SuperStar (Superstarul Ceh).

## Biografie
Csáková s-a născut în orașul Cheb din Cehoslovacia (în prezent în Republica Cehă), având un tată maghiar și o mamă română. A vrut încă din copilărie să fie cântăreață și a cântat într-o trupă de copii numită Butterflies. De asemenea, a învățat să cânte la chitară și a cântat la tobă în orchestra școlară din Klášterec nad Ohří. A participat la primul ei concurs muzical în 1985 și a făcut parte din grupul de fete Alotrio. La sfârșitul anilor 1980 a absolvit studii preuniversitare la liceul pedagogic din Most. În 1987 Csáková s-a alăturat grupului Laura A Její Tygři, cu care a înregistrat câteva albume și a efectuat turnee în țări ca Bulgaria, Franța și Germania.
În 1992 Csáková a părăsit grupul din cauza stagnării artistice. Ea a devenit parte a unui proiect muzical, produs de compozitorul Martin Kučaj și bancherul A. Komanický, lansând un single intitulat „Rituál” și câteva videoclipuri. Ea a colaborat, de asemenea, cu Lucie Bílá.
Albumul solo de debut al Ilonei Csáková, Kosmopolis, a fost înregistrat de Sony Music în 1993, iar ea a câștigat un premiu Gramy la categoria Debutul anului. A jucat rolul Sheila într-o relansare a muzicalului Hair, iar în 1995 a lansat al doilea album de studio, Amsterdam. Acest album și albumele ulterioare au fost lansate sub eticheta EMI. În 1996 a efectuat primul său turneu solo cu al treilea ei album de studio Pink, cântând în deschidere la concertul Tinei Turner din Praga. Ulterior a câștigat un premiu muzical ceh ca a doua cea mai bună cântăreață, pe care l-a obținut din nou în următorii doi ani. În 1998 a înregistrat Modrý Sen (Visul albastru), realizând versiuni cover ale unor melodii ca „La Isla Bonita”, „I Say a Little Prayer” și „Je t'aime ... moi non plus”. În 1998 ea a fost cântăreața cu cele mai multe albume vândute din Republica Cehă. Următoarele albume Blízká I Vzdálená (Aproape și departe) (1999) și Tyrkys (Turcoaz) (2000) au avut mai puțin succes. Autobiografia ei, Můj soukromý Řím (Roma mea intimă), a fost lansată în 1999.
În 2002 Ilona Csáková a interpretat rolul principal în musicalul ceh, Kleopatra, pe scena Teatrului Broadway din Praga și a lansat un nou album de muzica dance, Kruhy mé touhy (Cercurile dorinței mele). În această perioadă a reluat colaborarea cu fosta trupă Laura A Její Tygři, participând la un scurt turneu. În 2005 a interpretat melodii de blues și jazz, printre care „Summertime”, „Now Or Never”, „Kansas City” și „Black Coffee”. În 2006 a devenit judecător în sezonul 3 al concursului muzical ceh Česko hledá SuperStar (Superstarul Ceh). După aceasta, a interpretat roluri în câteva musicaluri cehe ca Mistr Jan Hus (2005) și Golem (2006). După o pauză de 6 ani în care nu a mai efectuat înregistrări în studio, ea a înregistrat un nou album intitulat Ilona Csaková (2008).

## Viața personală
Csáková locuiește la Brno împreună cu partenerul ei, Radek Voneš. Ei au un fiu, Daniel (născut la 22 septembrie 2009).

## Discografie

### Împreună cu Laura a její tygři
- Žár trvá (1988)
- Nebudeme (1990)
- Síla v nás (1992)
- The best of Laura a její tygři (1994)
- Vyškrábu ti oči (2004)
- …Jsme tady! (Best of) (2005)

### Rituál
- Rituál (1992) (EP)

### Albumuri solo
- Kosmopolis (Cosmopolis) (1993)
- Amsterdam (1995)
- Pink (1996)
- Modrý sen (Visul albastru) (1998)
- Blízká i vzdálená (Aproape și departe) (1999)
- Tyrkys (Turcoaz) (2000)
- Kruhy mé touhy (Cercurile dorinței mele) (2002)
- 22x – Best of (2004)
- Ilona Csáková (2008)
- Noc kouzelná / to nejlepší - Best Of (Noapte magică / The Best) (2013)

### DVD
- 22x – Best of (2004)
- Karel Svoboda 65 (2004)
- Na Kloboučku – Best Sessions Part 2 (2007)

## Musicaluri
- Hair/Vlasy (1997) – Sheila Franklin
- Kleopatra (2002) – Kleopatra
- Mistr Jan Hus (2005) – regina Žofie
- Golem (2006) – hostinská Rozina
- Tři mušketýři (2008) – regina Anna de Austria

## Legături externe
- cs  Site web oficial
- Ilona Csáková la Discogs.com